# Georg Wiegner (Politiker)
Georg Wiegner (auch Georgius Wiegnerus) (* 8. August 1607 wahrscheinlich in Dresden, obwohl er 1622 als „aus Dippoldiswalde“ beschrieben wurde (der Wohnort wurde bei Studenten angegeben); † 14. Januar 1689 in Dresden) war ein deutscher Jurist und Bürgermeister.

## Leben
Georg Wiegner wurde als Sohn von Paul Wiegner, Verwalter des Ostravorwerks, der später nach Dippoldiswalde verzog und dessen Ehefrau Anna, Tochter von Georg Winger, dieser wurde von Kurfürst August persönlich zum Gärtner berufen, geboren.
1622 sandte ihn sein Vaters ehem. Arbeitgeber der Oberkonsistorialpräsident Sebastian Friedrich von Köttritz (1570–1628), Rittergutsbesitzer auf Sitten, dem dazugehörigen Vorwerk Kroptewitz und später auf Beucha bei Bad Lausick, an die Fürsten- und Landesschule Grimma. Von dort aus ging er nach Dresden, weil er sich dort, aufgrund der damaligen kriegerischen Handlungen, sicherer fühlte. Durch seinen Onkel mütterlicherseits, David Wingern, Kirchvater zu St. Sophien in Dresden, kam er 1628 zur Anstellung zum Appellations- und Oberkonsistorialrat Leonhard Köppeln, dessen Kinder er als Hauslehrer unterrichtete. Seit 1629 verwaltete er dazu das Pfennigmeister-Amt. Leonhard Köppeln förderte ihn, weil er eine Befähigung zum Notar in ihm erkannte und sorgte dafür, dass er 1636 beim Geheimrat Gabriel Tüntzel von Tunzenhausen (1576–1646) in die Ausbildung kam, sowie ein Jurastudium in Jena belegte.
Er kam in Kontakt mit Friedrich von Metzsch (1579–1655), sächsisch-coburgischer Geheimrat und Konsistorialpräsident, den er 1636 auf der Reise nach Regensburg, anlässlich der Krönung von Ferdinand III., begleitete.
1650 wurde Georg Wiegner in den Stadtrat von Dresden gewählt und übte dieses Amt des Ratsherrn bis 1688 aus. 1663 erhielt er das Ehrenamt der Schulverwaltung und übte dieses Amt bis 1677 aus. 1665 kam er in das Richteramt und verwaltete von 1671 bis 1677 das Religionsamt.
Am 1. Mai 1677 erfolgte seine Wahl zu einem von drei Dresdner Bürgermeistern und er erhielt die Verwaltung des Hospitalamtes. In diesem Jahr führte er auch am 29. Dezember die bewaffnete Dresdner Bürgerschaft auf den Altmarkt und zog hierzu, mit der vom sächsischen Kurfürsten Johann Georg II. gestifteten Fahne, zur Musterung auf.
Nach dem Tod des Bürgermeisters Paul Zincke am 1. Oktober 1678 tauschte er dann das Hospital-Amt gegen das Brückenamt.
Im Februar 1678 kam es in Dresden zur „Durchlauchtigsten Zusammenkunft“, bei dem es zu einem Familientreffen von Johann Georg II. und seinen Verwandten kam und das ein Höhepunkt barocker Festkultur war. Die Veranstaltung wurde durch die vier Dresdner Bürgerkompanien, angeführt vom Bürgermeister Georg Wiegner, sowie der Leibkompanie Kroaten zu Ross abgesichert, die die Sicherheit des Kurfürsten und der Gäste garantieren sollten.
1679 erhielt er, nach dem Tod von Bürgermeister Matthäus Schlintzig (1602–1679) die Inspektion des Gotteskasten bei der Kreuzkirche und verwaltete dieses bis zu seinem Tod.
Am 10. Juli 1680 wurde das Bauland vor dem Ziegeltor, „hinter den Lehmgruben und Ziegelbrennereien gelegen“, vom Bürgermeister Georg Wiegner an den Rat zu Dresden verkauft und innerhalb kürzester Zeit der Friedhof (heute: Eliasfriedhof) auf offenem Feld angelegt, so dass die viele Pest-Toten beerdigt werden konnten.
Georg Wiegner war seit dem 15. November 1638 in erster Ehe verheiratet mit Brigitte Sophie (* 4. Januar 1613 in Erdmannsdorf; † 12. Oktober 1677 in Dresden), eine Tochter von Ernst (dem Jüngeren) von Schütz (1579–1629), Besitzer von Theisewitz und Pächter von Erdmannsdorf; sie hatten neun Kinder und einunddreißig Enkel- und zwei Urenkelkinder, als er im Alter von knapp 82 Jahren 1689 in Dresden verstarb. Von ihren Kindern sind namentlich bekannt:
- Johann Georg Wiegner, Magister der Theologie und Theologie-Student an der Universität Leipzig, verstarb im Alter von 24 Jahren;
- Anna Sophia, verstarb anderthalb Jahre nach der Geburt;
- Georg Wiegner, verheiratet mit Eva Maria, Tochter von Heinrich Vogler, Geheimer Kanzlei-Registrator;
- Christian Wiegner, verheiratet in erster Ehe mit Maria Salomee, Tochter von Johann Andreae Lucius, Superintendent und Oberkonsistorial- und Kirchenrat und in zweiter Ehe mit Dorothea Elisabeth, Tochter von Christoph Schindler, Lehn- und Gerichtssekretär;
- Eva Elisabeth Wiegner (* unbekannt; † 1680), verheiratet mit Christian Pfeiffer (* unbekannt; † März 1677), Geheimer Kammerkanzlei-Registrator
- Brigitte Sophie, verheiratet mit Christoph Kranz (* 8. Oktober 1637 in Werdau; † 2. Januar 1699),[6] Archidiakon in Freiberg;
- Anna Barbara (* unbekannt; bestattet den 19. Juni 1685 in Dresden), verheiratet seit 1671 mit Christian Ernst Fischer (* unbekannt; bestattet den 27. März 1681 in Meißen[7]), kurfl. sächs. Ober-Konsistorial Verwandter[8], Eltern von Christian August Fischer auf Kleinlauchstädt, kurfl. sächs. Landrentmeister;
- Dorothea Helene Wiegner (* 15. Juli 1653 in Dresden; † 26. Dezember 1719), in 1. Ehe verheiratet mit Christoph Schindler, Lehn- und Gerichtssekretär (1623–1682); in zweiter Ehe mit Johann Gottlieb Weller von Molßdorff (* unbekannt; † Juli 1687), Doktor der Medizin; und in 3. Ehe mit Johann Ludwig Nicolai, Hof- und Justizienrat (* unbekannt; † 10. April 1717 in Dresden).

In zweiter Ehe war er seit dem 15. Januar 1680 mit Christine Walther verheiratet, die Ehe blieb kinderlos.

## Werke
- Johann Hertzogk; Burckhard Bärlich; Caspar Rose; Caspar Krengel; Johann Hanitsch; Gottfried Fischer; Christian Schuman; Jonas Kirchbach; Georg Wiegner; Johann Schrötel; Nicolaus Schwartz; Johann Jentz; Michael Geppert; Christianus Bürger; Christophorus Laurentius; Isaacus Starck; Petrus Kistenmacher: Des Geistlichen Lehr-, Tugend- und Laster-Spiegels/ Das ist: Außführlicher Erklährung/ Des H. Gesetzes Gottes derer Zehen Geboth/ auß seinem seligmachenden Wort in Zwey Hundert Predigten geschehen 5 Darinnen Das Sechste Geboth: In Achtzehen Predigten einfältich erkläret. Dresden Seyffert 1654.
- Christianus Benisch; Johannes Braun; Gottlob Büttner; Johannes Frentzel; Christian Günther; Samuel Hänickerus; Hieronymus Jäger; Christophorus Jünger; Christophorus Heinricus Kauderbach; Wolfgang Köhler; Joachimus Leonhardus; Godofredus Metznerus; Tobias Mollerus; Paulus Reich; Johannes Ritter; Fridericus Schlegel; Christianus Schuster; Johannes Steinawer; Nicolaus Timmig; Martinus Tzschauderman; Johannes Georgius Weiner; Johan Georg Wiegner; Samuel Wützschelius: Christo Servatori S. Et Bonae Memoriae Hieronymi Jegeri Hamburgensis, Qui Praeter Pietatis Quaestum, Integritatem Vitae, Morum Castimoniam, Rarioris Etiam Scientiae Laudem Et Gloriam, In Hoc Perillustri Gymnasio, Venatus, Felici Quidem, Dum Hoc Agebat, Polluit Sagacitate: Morte Tamen Lucrosa, Patrum Legens Vestigia, Hoc Jam Assecutus Est, Ut Profunda Mysteriorum Indagine Cum Angelis In Coelesti Acroaterio Delectetur, Summique Boni Possessione Fruatur Aeternum. : Natus est Augustae Gambriu. D. XXIV Novembr. A. MDCXXXIIX. Expiravit Ad D. VII. Iunii, A. MDCLVI. Hora III. Matutina. M. Johannes Jegerus Theologus Hamburgus. Senior, Et Christina Praetoria, Parentes Luctu Ac Desiderio Confusi, Filio Literarum Amore Exuli H.M.F.C. Leipzig Lipsiae Bauch 1656.
- V Alberti; J Born; Gottfried Heinrich Bözo; Michael Friedrich Bözo; Joachim Feller; Christian-Friedrich Franckenstein; Johann Frentzel; Valentinus Friderici; Georg Heinrich Froman; H Geißler; Margaretha Grosse; Friederich Lanckisch; Johann-Christoph Lichtner; J Mayerus; C  G Schütz; Joh  Sig Schwenck; Johannes Thilo; Elias Veiel; Heinrich Volckmar; Johann Georg Wiegner: Ehren-Gedächtnis Der weiland Wohl Erbaren und Viel EhrenTugendreichen Frauen Margarithen gebohrnen Mayerin/ Des Herrn Gottfried Grossens/ des Raths/ und vornehmen Buchhändlers allhier Sel. hinterlassenen Wittib: Auffgerichtet von Etlichen Anverwandten/ und Freunden. Leipzig Leipzig Köler 1661.
- Adrian Beier; Dorothea Sabina Beier; David Gerber; Johann Georg Volckhart; Johann Michael Förster; Joachimus Rinkwicht; Johann Matthäus Arnold; Joh  Albert Steininger; Paulus Büchler; Johannes Fridericus Freudenhoffer; George Wiegner; Stephanus Hildebrand; Johann Moritz Friedrich: Glückwünschende Gedichte / übergeben Von dessen Auditoribus. Jena Bauhoffer Jena 1666.
- Heinrich Linck; Georg Wiegner; Krebs, Samuel: De cautionibus in judicio praestandis, Von Gerichtlichen Vorstandt, permissu magnificae Facultatis juridicae in alma Salana, praeside Dn. Heinrico Linck, U.J.D. ad diem 5. Junii anno 1669. horis consuetis exhibet Georgius Wiegner, Jun. Dresd. Misn. Autor & respondens. Jenae: Typis Samuelis Krebsii 1669.
- Georg Wiegner; Christoph Gottlob Krantz; George Christoph Schindler; Christoph Gottfried Krantz; Christian August Fischer; Carl Christian Pfeiffer; Johann Christian Wiegner; George Christoph Krantz; Johann George Wiegner; Johann Gottlieb Weller; Anna Elisabeth Bergen: Hertzliche Thränen/ über Tödtlichen Hintritt Des George Wiegners/ Bey der Residentz und Haubt-Vestungs-Stadt Dreßden Aeltesten Bürgemeisters/ Brücken-Amts Verwalters und Inspectoren des Gottes-Kastens bey der Kirche zum H. Creutz Welcher Gebohren den 8. April. im Jahr Christi 1607. und nachdem Er Den 14. Ian. 1689. selig diese Welt gesegnet/ Darauf am 22sten dieses zu seinem Ruhe-Stätlein gebracht wurde/ Bey dessen Grabe vergossen von hinterlassenen Nachgesetzten höchstbetrübten Enckeln. Dresden Mit Bergischer Witbe und Erben Schrifften 1689.
- Samuel Benedikt Carpzov; Georg Wiegner; Johann Georg Hahn; Anna Elisabeth Bergen: Stecken und Stab alter Leute Bey des Georg Wiegners/ Bey hiesiger Chur-Fürstl. Residentz und Haupt-Vestungs-Stadt Dreßden ältesten Bürgermeisters/ und Brücken-Amts-Verwalters/ auch Inspectoris des Gottes-Kastens zum H. Creutz/ Welchen Gott am 14. Ian. 1689. von dieser Welt abgefodert/ Am 22. Eiusd. erfolgten Beerdigung vorgestellet. Dresden mit Bergischer Wittwe und Erben Schrifften Dresden 1689.
- Jacob Beutel; Paulus Bose; Sam  Bened Carpzov; Johann Frentzel; Jonas Gelenius; Immanuel Gerber; Joh  Georg Hahn; Daniel Köhler; Joh  Henr Kühn; Christianus Leschke; Christianus Lucius; Georgius Heinricus Mahler; Benjamin Martini; Joh  Valent Merbitz; Christianus Möser; Michael Percht; Joh  Georg Scharff; Bernhardus Schmidt; J  M Schumann; Joh  Christoph Schwarz; Johannes Seebisch; Georg Wiegner: Erit. Memoria. Viri. Nobiliss. Ampliss. Doctiss. Et. Prudentissimi. Domini. Georg. Wiegneri. In. Electorali. Dresda. Consulis. Hactenus. Senioris. A.C. M.DC.LXXXIX. Die. XIV. Ian. Functi. Illati. In. Pace. Quam. Adeo. Posteris. Ex. Officio. Rever. Ministerium. Et. Scholast. Collegium. Commendare. Voluerunt. Recolendam. Dresden Halle, Saale Universitäts- und Landesbibliothek Sachsen-Anhalt Dresdae Bergenius 1689.